# Food First Information and Action Network
FoodFirst Information and Action Network, FIAN o FIAN Internacional, és l'organització internacional de drets humans que promou i defensa el dret a l'alimentació. És la primera organització internacional de drets humans que lluita per la realització del dret a una alimentació adequada, com preveu la Declaració Universal de Drets Humans i altres instruments internacionals de drets humans.
Fundada el 1986, FIAN és una organització sense ànim de lucre, independent, i té estatus consultiu davant l'ONU. A part d'accions concretes, FIAN promou el dret a l'alimentació a través de programes educacionals i polítiques de suport orientades a nivell local, regional i internacional. FIAN International té membres i seccions en 60 països en Àfrica, Amèrica, Àsia i Europa.
La visió de FIAN és la d'un món protegit contra la fam, en el qual totes les persones gaudeixin plenament dels seus drets humans en dignitat, especialment del dret a una alimentació adequada.
FIAN treu a la llum i reacciona a les violacions del dret a una alimentació adequada allà on es cometin. L'organització crida l'atenció sobre casos de pràctiques injustes i opressives que impedeixen a les persones alimentar les seves famílies i a elles mateixes. La lluita contra la discriminació de gènere i altres formes d'exclusió forma part integral de la missió de l'organització. El seu esforç està encaminat a assegurar l'accés de les persones als recursos que necessiten per alimentar-se, ara i en el futur.
FIAN analitza i documenta casos concrets de violacions del dret a l'alimentació. Realitza un treball de sensibilització sobre el dret a l'alimentació entre moviments socials, organitzacions no governamentals, autoritats estatals i el públic en general. Dona resposta a les peticions d'individus i grups el dret a l'alimentació adequada dels quals es veu amenaçat o ha estat violat, i inicia mobilitzacions de suport.
FoodFirst: FIAN promou el dret a l'alimentació consagrat en la Declaració dels Drets Humans de l'ONU.
Information: FIAN informa els grups afectats del seu dret a l'alimentació, especialment en les àrees rurals més pobres, i alerta al públic general sobre les violacions d'aquest dret.
Action: FIAN documenta les violacions al dret a alimentar-se, s'ocupa de casos concrets i intervé a nivell local, nacional i internacional.
Network: FIAN té seccions, coordinacions, grups locals i membres individuals en més de 50 països d'arreu del món que uneixen esforços per realitzar el dret a l'alimentació.
A través de les campanyes de cartes, el treball d'exigibilitat i el recurs a la llei, FIAN exerceix pressió pública per tal de responsabilitzar els governs de les violacions del dret a l'alimentació adequada que han comès. Realitza el seguiment dels casos fins que les víctimes són rescabalades. En el sistema de les Nacions Unides i en altres règims jurídics, FIAN advoca pel respecte dels drets humans, amb l'objectiu d'enfortir i millorar la protecció dels drets humans.

## Estructura de l'organització
FIAN és una organització internacional basada en membres adherits. Els membres institucionals de FIAN són les seves seccions nacionals i internacionals, entitats jurídiques amb dret propi.
Les seccions sorgeixen de grups coordinats en un país o regió. A nivell local, els grups de FIAN estan formats en la seva majoria per voluntaris. FIAN té uns 45 grups locals actius arreu del món i actualment un total de 3.600 membres en més de 50 països.
La missió, visió i estratègia de FIAN són definides i revisades pel Consell Internacional (CI) i representades pels delegats de les seccions, que es reuneixen cada dos anys. El CI elegeix el Comitè Executiu Internacional (CEI), la president actual és Sigrun Skogly, i supervisa la posada en pràctica dels plans estratègics de FIAN. El CEI es reuneix dos cops l'any, per tal de revisar i desenvolupar estratègies per als programes, mètodes i pressupostos de FIAN. La unitat operativa encarregada de la realització dels programes de FIAN és el seu Secretariat Internacional (SI), situat a Heidelberg (Alemanya), i coordinat pel seu Secretari General, Flavio Valente.

## Treball de FIAN
La principal força de FIAN és la seva presència internacional. El contacte directe amb els grups afectats permet a FIAN reaccionar ràpidament. El suport dels seus membres en les intervencions de FIAN és fonamental per posar pressió internacional sobre les autoritats responsables, per posar fi a les violacions del dret a alimentar-se. Per això, és molt important que es contribueixi a la defensa de les víctimes i els drets humans de les següents maneres:
- Contribuint a la investigació, anàlisi i documentació de les violacions al dret a alimentar-se.
- Denunciant les violacions al dret a alimentar-se per fer que els governs compleixin amb les seves obligacions.
- Mobilitzant el suport i prenent acció a la teva societat, comunitat o país.
- Unint forces amb altres defensors dels drets humans en els grups locals de FIAN.

FIAN utilitza diverses eines de treball per perseguir l'objectiu de realitzar el dret a una alimentació adequada:

### Treball de casos i intervencions
En les missions investigadores internacionals, FIAN identifica i dona resposta a les violacions de drets humans. FIAN entrevista a les persones amenaçades o afectades per violacions del seu dret a l'alimentació i confirma la informació de la situació. S'estableixen contactes cara a cara amb els socis locals, el que serveix de base per a una cooperació en plena confiança. Si els afectats així ho desitgen, FIAN reacciona ràpidament, analitza el cas i mobilitza membres i partidaris per tot el món per a engegar accions urgents en forma de cartes de protesta o accions de denúncia. Els grups d'acció locals de FIAN realitzen amb el seu treball de casos un seguiment a llarg termini de les violacions. En els casos que requereixen una col·laboració estreta amb les comunitats afectades, FIAN es dirigeix contínuament a les autoritats responsables i identifica violacions del dret a l'alimentació. L'anàlisi de FIAN es fonamenta en el Pacte Internacional de Drets Econòmics, Socials i Culturals, segons les interpretacions de les observacions generals de l'ONU, en particular de l'observació general 12 sobre el dret a una alimentació adequada. Per rescabalar les víctimes s'apliquen els mecanismes de recurs i les disposicions jurídiques existents en les legislacions nacionals i internacionals sobre drets humans.

### Protecció i defensa del dret a l'alimentació
Les relacions i xarxes de contactes fiables, la bona documentació dels casos i dues dècades d'experiència són una base sòlida per a un cabildeo i una defensa efectius del dret a alimentar-se. FIAN responsabilitza als Estats, a les institucions internacionals i els actors privats a nivell nacional i internacional. Les Directrius Voluntàries sobre el Dret a l'Alimentació aprovades per la FAO el 2004 són una de les eines utilitzades per FIAN per al monitoratge de les polítiques nacionals en matèria del dret a l'alimentació. FIAN intenta millorar el sistema de protecció existent del dret a l'alimentació i estableix noves eines. L'intens treball de seguiment cerca assegurar la posada en pràctica efectiva de les eines ja existents fent que el dret a l'alimentació es pugui complir, tant políticament com judicialment, a tot arreu i per a totes les persones.

### Informació i capacitació
El pilar del treball de FIAN és la sensibilització i les campanyes d'informació centrades en el dret a l'alimentació: capacitar moviments socials i organitzacions no governamentals per responsabilitzar els Estats de les violacions del dret a l'alimentació; aclarir els governs i altres detentors d'obligacions el contingut i necessitat de compliment de les seves obligacions, i motivar col·laboradors civils perquè s'uneixin a la denúncia de les violacions de drets humans. La informació sistemàtica recollida a través de més de 400 casos individuals en les últimes dues dècades s'analitza i presenta en diverses publicacions professionals.

### Impacte
FIAN va tenir un paper clau en el desenvolupament del sistema de protecció de drets humans, per exemple, en l'enfortiment dels procediments dels Estats i de la presentació d'informes paral·lels sobre drets econòmics, socials i culturals en el sistema de drets humans de l'ONU; en l'elaboració de l'observació general 12 sobre el dret a l'alimentació el 1999, com a interpretació jurídica de major autoritat sobre el dret a l'alimentació en el dret internacional, i en l'aprovació el 2004 de les directrius voluntàries sobre el dret a l'alimentació per part dels Estats membres de la FAO.
Ull públic sobre Davos "premi positiu": El 2006, FIAN internacional va guanyar el premi del "Ull Públic sobre Davos", atorgat anualment amb motiu del Fòrum Econòmic Mundial celebrat a Davos i amb ell es va premiar el compromís conjunt a favor dels drets dels treballadors de la fàbrica de pneumàtics Euzkadi.
Premi Rosa de Plata: El 2005, dos membres de FIAN de la secció alemanya van rebre el premi Rosa de Plata pel seu compromís a favor dels drets dels treballadors de la indústria de les flors, per la participació en el desenvolupament del Codi de Conducta Internacional per a la producció de flors tallades i la seva posada en pràctica reeixida dins del marc de treball del Programa de Segell de Flors.